# Grogueta del desert

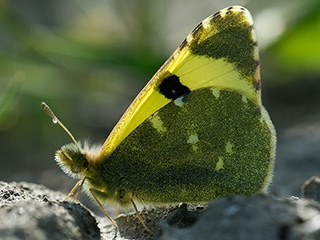
Euchloe bazae, revers (autor: Bernard Fransen)

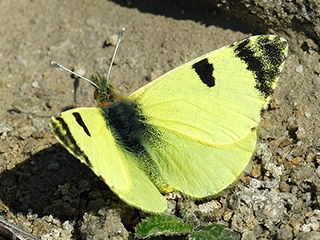
Euchloe bazae, anvers (autor: Bernard Fransen)

La grogueta del desert (Euchloe bazae) és una espècie de lepidòpter papilionoïdeu de la família dels pièrids (Pieridae) present als Països Catalans. Va ser descrita per primera vegada per l’entomòleg italià Fabiano al 1993.

## Distribució
És un endemisme ibèric i una de les espècies de Papilionoidea més rares d'Europa. Compta amb dues subespècies (Euchloe bazae iberae i Euchloe bazae bazae).

## Estat de conservació
És una espècie endèmica de la península Ibèrica, ocupant un territori inferior a 2.000 km². És una espècie molt local, restringida a espais (semi)naturals. Les investigacions recents mostren que és probable que la mida de la població superi els 10.000 adults. La tendència actual de la població és desconeguda. Compta amb dues subespècies, que es corresponen als seus dos hàbitats, i les poblacions d'ambdues es troben totalment aïllades.
Euchloe bazae és una de les tres úniques papallones incloses al Catàleg Espanyol d'Espècies Amenaçades. Va ser descoberta per a la ciència a finals del segle XX i ha passat a formar part de la llista d'espècies en perill d'extinció. Actualment es considera extinta a Catalunya al no haver sigut detectada durant la darrera dècada.

## Taxonomia
Euchloe bazae (Elphinstonia bazae) va ser inicialment descrita com una subespècie d’Elphistonia charlonia. En treballs posteriors aquest tàxon va ser inclòs dins del gènere Euchloe.

## Descripció

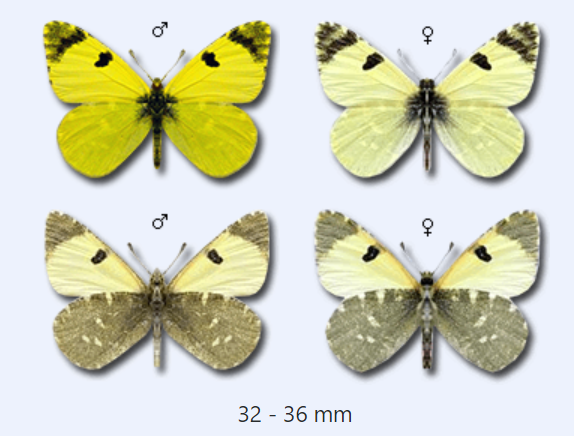
Mida i sexes dEuchloe bazae (autor: Bernard Fransen)

La grogueta del desert és una espècie de mida mitjana, entre 32 i 36 mm. La longitud de l’ala anterior és de 17 a 23 mm.
Presenta dimorfisme sexual molt subtil, els mascles són d’un color lleugerament més viu que les femelles. En el vol es podria confondre amb Euchloe penia (Frcyer, 1852).
L’anvers és de color groc llima brillant. A les ales anteriors presenta una taca negra irregular i en la punta alar té un pegat negre amb una franja groga verdosa al mig. El revers és groc llima. A les ales anteriors té una taca negra irregular i en la punta alar presenta un pegat negre uniforme, sense estar la franja. Les ales posteriors són grises verdoses amb escates fosques entre les quals hi ha petits punts grocs verdosos 

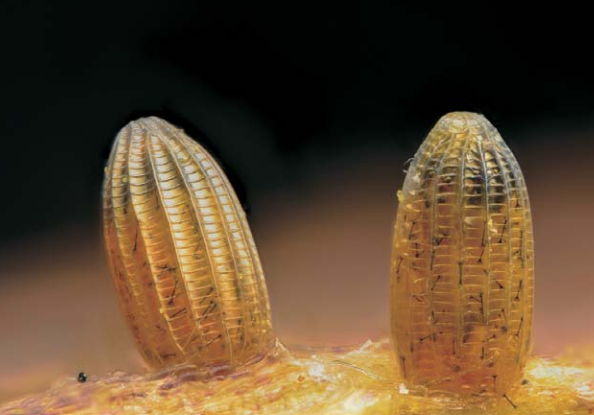
Ous dEuchloe bazae (Autor: Miguel Ginés Muñoz Sariot)

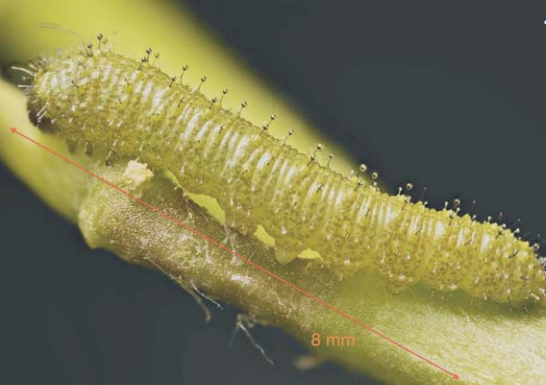
Eruga dEuchloe bazae (Autor: Miguel Ginés Muñoz Sariot)

Els ous tenen forma de barril, igual que moltes espècies de Pieridae. Primer és de color blanc i va canviant fins a ser vermellós. La larva, que tenen diferents generacions, té una longitud d’entre 19 a 22 mm. L'eruga és petita i de color verd, amb abundant pilositat blanca i a vegades negra. Posseeix una banda dorsal obscura amb una fina línia blanca. La crisàlide és de color verd, i la trobem subjecta a les rames de les plantes.

## Distribució i densitat poblacional
És un endemisme ibèric i una de les espècies de Papilionoidea més rares d'Europa. Compta amb dues subespècies (Euchloe bazae iberae i Euchloe bazae bazae).
- Euchloe bazae iberae. Habita als Monegres (Aragó) amb una densitat poblacional estimada de 8,3 adults per km. S'ha trobat a les localitats de Penyalba i Campdàsens (Osca), Casp (Saragossa) i a la Granja d’Escarp (Lleida), d'on es pensa que ha desaparegut a causa d’un incendi al 2003.[9]

- Euchloe bazae bazae. Es troba a la província de Granada al llarg de l'Hoya de Baza (Andalusia) amb una densitat poblacional estimada de 1,9 adults per km. S'ha trobat a Baza, Cúllar, Galera, Benamaurel i al Barranco del Espartal.[9]Distribució d’Euchloe bazae. Cada punt representa la presència de l’espècie en un quadrat UTM de 10 x 10 km (Pres de Munguira et al., 2015)

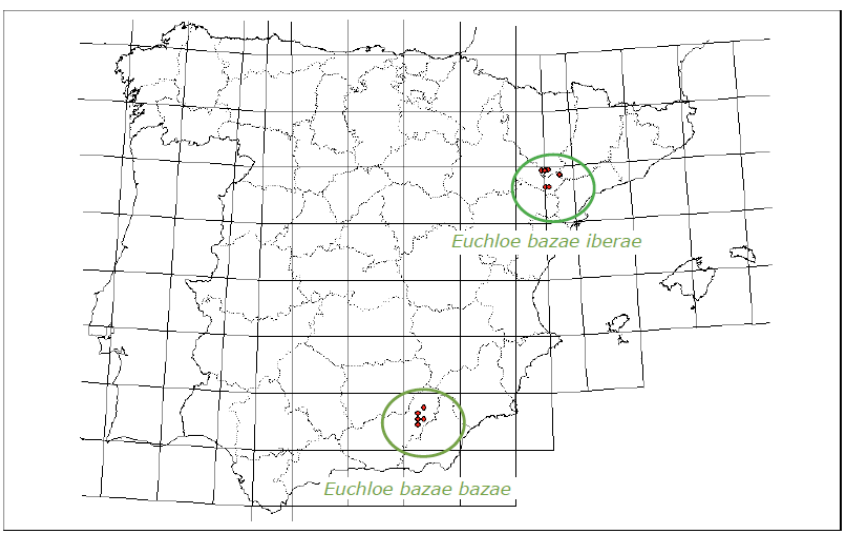
Distribució d’Euchloe bazae. Cada punt representa la presència de l’espècie en un quadrat UTM de 10 x 10 km (Pres de Munguira et al., 2015)

## Hàbitat
És una espècie d’ambients semiàrids amb vegetació d'herbassar subestepari o matollar estepari de clima continental pertanyent a la comunitat vegetal Rhamno lycioidi - Querceto cocciferae. Les zones on podem trobar l’espècie presenten sovint un alt percentatge de sòl nu.
- A l’hàbitat d’Euchloe bazae bazae predomina una vegetació composta per Stipa tenacissima, Ononis tridentata, Lygeum spartum, Retama sphaerocarpa i Rosmarinus officinalis. L’altitud varia entre els 804 i 954 m. El substrat mineral són margues amb guix.[9]

- A l’hàbitat d’Euchloe bazae iberae predomina una vegetació composta per Quercus coccifera, Boleum asperum, Pistacia lentiscus, Lygeum spartum, Rosmarinus officinalis i Genista scorpius. Ocasionalment també pins (Pinus halepensis) i savines (Juniperus phoenicea). L’altitud varia entre els 109 i 331 m. El substrat mineral són margues sorrenques.[9]

Aquestes marcades preferències ambientals semblant ser el condicionant principal de la seva restringida distribució.

## Ecologia

### Alimentació
La subespècie Euchloe bazae bazae s'alimenta exclusivament d’Eruca vesicaria. La subespècie Euchloe bazae iberae s'alimenta preferentment de Boleum asperum, el que constitueix una notable diferencia ecològica. La font de nèctar més habitual pels adults és el romaní (Rosmarinus officinalis).

### Depredadors
Els enemics naturals són poc coneguts, però la vespa Cotesia ancilla (Hymenoptera, Braconidae) ha sigut registrada com parasitoide de les larves.

### Reproducció i cicle
Euchloe bazae és un lepidòpter univoltí amb període de vol de finals de febrer a primers d’abril. Existeix una generació parcial entre els finals d’abril i el mes de maig. El número d’individus i el moment d’eclosió venen induïts en part per la presència de precipitacions. L’espècie hiverna en estat de pupa podent mantenir alguns exemplars en aquest estat fins a 2 anys.
- Ou: Té forma de barril semblant a moltes espècies de la família Pieridae. Inicialment, és de color blanc i canvia a color taronja l'endemà. Posteriorment passa a color roig. Fa 0,812 µm d’alt i 0,447 µm d’ample. Presenta 17 costelles longitudinals des de la base de l’ou i només 9-10 d’elles arriben a la roseta micropilar per la fusió asimètrica de diversos parells abans d’aquesta zona. Entre cada parell de costelles trobem les estries transversals, corbades cap a dins, en un número variable 26-29. La roseta micropilar està composta de 3-4 fileres de cel·les, hexagonals i pentagonals de forma i disposició irregular.[6]

- Larva estadi 1: Acabada de sortir de l’ou, la larva té una longitud d’1,4 mm, forma cilíndrica i és de color groc daurat tacat per un motejat marró. Els segments tenen lleugers plegaments dorso-laterals i la seva cutícula és llisa, exceptuant la zona lateral just a sota dels espiracles on es poden apreciar multitud de setes de 0,6 µm de longitud, visibles per la seva coloració fosca i pronunciada. El cap mesura 0,37 mm, és rugós i de color negre brillant. L’epicrani presenta almenys 12 setes curtes. En el front hi ha 2 parells de setes i en el clipi un altre parell. En cada antena trobem 3 setes llargues. Les potes del tòrax són negres i tenen algunes setes entre cada articulació. La coloració dels segments té un fons groguenc ataronjat i està tacat, en tota la seva extensió, de taques marró-roig. Les puntes de les setes són més amples i secreten una substància líquida transparent. Presenta setes per tot el cos de 15 µm de llarg.[6]

- Larva estadi 2: Acabada de mudar mesura 3,5 mm i creix fins a 4,5 - 5 mm. La càpsula cefàlica és negra i de 0,58 mm de llarg. El cos és verd clar amb una lleugera tinció groga, incloses les plaques toràciques, la placa anal i la base de les setes. A més, presenta un salpicat de taques marrons allargades i irregulars que delimiten la línia dorsal formant 2 franges paral·leles. Les setes són abundants per tota la cutícula i en molts casos només s'aprecia la base, donant-li una estructura rugosa. Les setes segreguen un líquid similar a la llet donant-li una coloració blanquinosa.[6]

- Larva estadi 3: La càpsula cefàlica mesura 0,71 mm i és de color marró motejat amb taques fosques. El cos, de 7 mm de llarg, és verd clar sense tinció groga i d’aspecte similar a l’estadi anterior. Les setes són més transparents.[6]

- Larva estadi 4: La càpsula cefàlica mesura 1,086 mm, és de color verd clar i no presenta tinció groga. El cos, de la mateixa coloració, té una longitud de 10,8 mm i està motejat amb anells blancs a la base de les setes. Apareixen un nombre més gran de setes respecte a l’estadi anterior. Les setes augmenten en número, però només les transparents i particularment en la regió lateral i sub-ventral. Moltes d’elles tenen una mida i gruix major que les setes primàries negres.[6]

- Larva estadi 5: Aspecte similar a l’anterior però amb més setes. La càpsula cefàlica mesura 1,70 mm i el cos, completament desenvolupat, pot arribar als 25 mm de llarg. Els espiracles blancs ovalats creen una línia difuminada en els segments abdominals. Les setes són més abundants i de major mida i gruix que les negres, que pràcticament no s'aprecien a simple vista.[6]

## Comportament
És una papallona de vol enèrgic i molt ràpid, difícil de fotografiar. És difícil poder-la veure amb les ales obertes, ja que el seu costum és tenir-les tancades. Gairebé sempre se les observa competint pel territori, amb altres espècies més grans.
Els patrons de comportament són evidents entre sexes. Els mascles són molt actius i aparentment poden volar sense descansar durant gran part del dia. Tot i això, al matí d'hora o poc després d'un període de mal temps es posaran a terra per a escalfar-se. Quan dos mascles es troben fan un vol característic en espiral.

## Estat de conservació
El seu estat de conservació tracta un seriós perill d’extinció. L’any 2013 es va afegir a la Llista vermella d'espècies amenaçades de la UICN, catalogada com a preocupació menor (LC). L'any 2017, a causa de la petita distribució de l’espècie, dividida en dues subespècies, el declivi de les poblacions i les amenaces identificades, el Comité Científico del Listado de Especies Silvestres en Régimen de Protección Especial y del Catálogo Español de Especies Amenazadas de l’estat espanyol proposa la inclusió de l’espècie en el Catálogo Español de Especies Amenazadas dins la categoria “En Perill d’Extinció” mitjançant l’entrega d’una memora tècnica titulada Listado de Especies Silvestres en Régimen de Protección Especial-Catálogo Español de Especies Amenazadas. Propuesta de inclusión de Euchloe bazae en el Catálogo Español de Especies Amenazadas en la categoría “En Peligro de Extinción” (2016). Altres catalogacions del seu estat de conservació són:
- «Gairebé amenaçada (NT)» en l’Atlas y Libro Rojo de los invertebrados amenazados de España (Especies vulnerables) (Verdú & Galante, 2006)
- «Vulnerable (VU)» en el Libro Rojo de los Invertebrados de Andalucía (BareaAzcón et al., 2008).
- «Vulnerable (VU)» en la Lista Roja de mariposas europeas (van Swaay et al., 2010)
- Llista vermella de la UICN: VU B2ab(v) (La Llista vermella de la UICN d'espècies amenaçades. Versió 2014.3).

## Amenaces
La seva distribució podria estar amenaçada a llarg termini pel canvi climàtic, però no hi ha prou estudis. La principal amenaça és la intensificació de l'agricultura. Està seriosament amenaçada, especialment pels canvis en les tècniques de cultiu i els usos del sòl que modifiquen i alteren el seu hàbitat: regadiu, rotació de cultius, utilització de productes químics agrícoles com herbicides. També la contaminació de l’hàbitat per fums d’indústries nocives, que redueixen o eliminarien l’hàbitat i les seves poblacions.
Altres amenaces de l’espècie i el seu hàbitat són: la plantació de Pinus halepensis per reforestació, els incendis forestals, el baix nombre de població, el desenvolupament urbà i el sobre pasturatge d'ovelles i cabres.

## Mesures de conservació
Primerament, cal dir que calen més estudis i investigació sobre la distribució i l'ecologia de l'espècie. Els hàbitats adequats haurien de ser protegits i gestionats adequadament.
L’espècie té un pla de recuperació on es manifesta la necessitat de mesures de conservació com: assegurar el pasturatge extensiu dels terrenys abandonats i el control del sobre pasturatge a les zones on habita, prevenir les plantacions de pi i la conversió a terres de conreu (plantacions de cereals, oliveres o ametllers). Altres de menor prioritat: iniciar un programa de cria en captivitat per al reforç d'espècies i provar la possibilitat d'introduir-la en noves zones adequades i continuar amb els censos d'adults de l'espècie per fer un seguiment de l'eficàcia de les mesures de conservació i l'estat de les poblacions.
També a Aragó s'han fet altres propostes de conservació: proposta en la pròxima revisió del Catàleg regional d'inclusió a la categoria “En Perill d'Extinció”, prohibició expressa de capturar aquesta espècie en els projectes a autoritzar. A més, també s'ha tractat la importància de la creació de dues àrees protegides al Barranc de l'Espartal (Baza, Andalusia) i al Barranc de Valcuerna (Monegros, Aragó), la gestió activa de l'hàbitat i protecció del mateix amb figures com la de microreserva, ja que el territori on és present no compta amb protecció legal. Per acabar, la sensibilització social és crucial per a la conservació i la posada en valor d'una espècie tan rellevant.